# Adolphe Debrot
Adolphe Oscar (Dolfi) Debrot is een Curaçaos bioloog. Hoewel gespecialiseerd in tropische mariene ecologie, richt hij zich op de biologie op zowel het land als in de zee van de Nederlandse Caraïben.

## Levensloop
Debrot behaalde in 1987 zijn doctoraat in Visserijbeheer aan de Universiteit van Miami met de dissertatie Ecology and Management of the West Indian Topshell Cittarium Pica (l) (gastropoda: Trochidae) of the Exuma Islands, Bahamas.
Na enkele jaren in de Verenigde Staten te hebben gewerkt, was hij twee decennia onderzoeker, vice-directeur en directeur bij CARMABI (Caribbean Research and Management of Biodiversity), een wetenschappelijk ecologisch instituut op Curaçao. Hij ontving voor zijn werk in 2009 de Cola Debrotprijs, de meest prestigieuze cultuurprijs op de Nederlandse Caraïben.
Als gevolg van de bestuurlijke veranderingen in het Caribisch deel van het Koninkrijk der Nederlanden in 2010 werd Nederland verantwoordelijk voor natuurbehoud, wat ertoe leidde dat Debrot als wetenschapper aan de slag ging bij Wageningen University & Research. Daar is hij betrokken bij tropisch onderzoek met een focus op natuurbeheer, behoud van bedreigde soorten, visserij en voedselproductie. Zijn belangrijkste focus aldaar ligt op het duurzame gebruik van natuurlijke hulpbronnen.

## Nevenfuncties
- Redactielid Caribbean Journal of Science